# Tirer des longueurs
En alpinisme ou en escalade, l'expression tirer des longueurs désigne une phase de l'ascension pendant laquelle les membres de la cordée progressent successivement entre deux relais, l'un des membres de la cordée,  situé à l'un des relais, assurant le ou les autres membres de la cordée en train de grimper. Ce type de progression est souvent opposé à celui dit à corde tendue où les membres de la cordée progressent ensemble, au même rythme, avec la corde tendue afin d'enrayer toute amorce de chute.
Dans le jargon de l'escalade, on distingue longueur (distance entre deux relais) et longueur de corde .
Plus la falaise ou la paroi est haute, plus le nombre de longueurs est important. Ce nombre a toutefois tendance à diminuer compte tenu de la longueur des cordes qui a augmenté au fil des années et qui incitent les  grimpeurs à enchaîner les longueurs, (très souvent deux longueurs en une) réduisant ainsi le nombre de relais à installer.
Tirer des longueurs se fait depuis un relais, le leader grimpe en tête (premier de cordée) en posant des protections. Son ou ses compagnons de cordée, dits seconds de cordée, le rejoignent en récupérant ces protections. 